# Leucosticte australis
Il fanello rosato testabruna (Leucosticte australis Ridgway, 1874) è un uccello passeriforme appartenente alla famiglia dei Fringillidi.

## Etimologia
Il nome scientifico della specie, australis, deriva dal latino e significa "meridionale", in riferimento all'areale occupato dalla specie.

## Descrizione

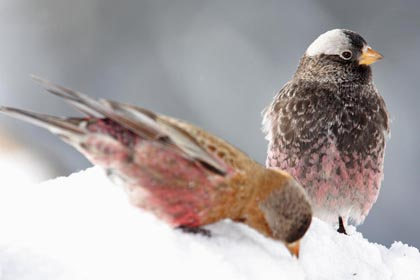
In primo piano un esemplare, in secondo piano un fanello rosa-nero.

### Dimensioni
Misura 14-16,5 cm di lunghezza, per 23-33 g di peso.

### Aspetto
Si tratta di uccelletti dall'aspetto robusto ma slanciato, con becco piccolo e conico, ali allungate e lunga coda squadrata dalla punta lievemente forcuta.
La livrea del fanello rosato testabruna (come intuibile dal nome comune) è dominata da un caldo bruno nocciola, presente su testa, dorso, e petto: sul ventre e sul sottocoda la colorazione vira decisamente verso il rosa, stesso colore riscontrabile sulle copritrici alari, mentre il resto delle ali e la coda sono di colore nero, stesso colore di faccia, fronte e vertice, che sfuma nel grigio cenere sul sopracciglio e sulla nuca. Il dimorfismo sessuale è presente ma poco evidente, con le femmine dalla colorazione meno carica e dalla minore estensione del rosa ventrale e alare: in ambedue i sessi, zampe e becco sono nerastri, mentre gli occhi sono di colore bruno scuro.

## Biologia
Questi uccelli hanno abitudini diurne e gregarie: essi si spostano in stormi, tenendosi in contatto fra loro mediante richiami ronzanti e passando la maggior parte della giornata al suolo alla ricerca di cibo.

### Alimentazione
La specie presenta una dieta essenzialmente granivora, nutrendosi di semi e granaglie soprattutto di piante erbacee e anche di germogli e boccioli, mangiando sporadicamente anche piccoli insetti e altri invertebrati.

### Riproduzione
La stagione riproduttiva si estende fra giugno e settembre, mesi durante i quali viene generalmente portata avanti una singola covata. Come comunemente accade fra i fringillidi, anche i fanelli rosati testabruna sono monogami, coi maschi che difendono gelosamente la propria compagna dagli intrusi e la sorvegliano costantemente durante gli spostamenti, senza però aiutarla nelle prime fasi dell'evento riproduttivo.
Il nido, a forma di coppa, viene costruito dalla femmina in spaccature della roccia, rupi o miniere abbandonate, intrecciando fibre vegetali e foderando l'interno con piumino e pelame, talvolta riutilizzando i nidi abbandonati delle rondini del genere Petrochelidon. I nidi sono generalmente solitari, ma talvolta sono state osservate semicolonie con nidi distanziati fra loro di soli due metri: all'interno di essi, la femmina depone 3-6 uova che essa provvede da sola a covare, mentre il maschio sorveglia i dintorni (pronto a scacciare eventuali intrusi) e si occupa di procacciare il cibo per sé e per la compagna. Le uova vengono covate per circa due settimane, al termine delle quali schiudono pulli ciechi ed implumi: essi vengono accuditi da ambedue i genitori con semi e insetti rigurgitati e sono pronti per l'involo attorno alle tre settimane dalla schiusa, sebbene tendano a rimanere ancora per qualche giorno nei pressi del nido prima di allontanarsene e disperdersi.

## Distribuzione e habitat
Questa specie è diffusa negli Stati Uniti centro-occidentali, dove occupa la porzione di Montagne Rocciose compresa fra il Wyoming meridionale ed il Nuovo Messico settentrionale.
L'habitat di questi uccelli è rappresentato dalle aree rocciose e dalla tundra montane e submontane, in prossimità di aree nevose e ghiacciai: la specie tende ad essere stanziale, pur spostandosi a minore altitudine durante il periodo invernale per sfuggire al clima eccessivamente rigido.